# Championnat d'Océanie de football des moins de 20 ans 2011
Navigation
Tahiti 2008 Fidji 2013
Le championnat d'Océanie de football des moins de 20 ans 2011 est la dix-huitième édition du championnat d'Océanie de football des moins de 20 ans qui a eu lieu à Auckland, en Nouvelle-Zélande du 21 au 29 avril 2011. L'équipe de Tahiti, championne d'Océanie, est absente et ne peut donc pas défendre son titre. Le vainqueur obtient une qualification automatique pour la prochaine Coupe du monde des moins de 20 ans, qui a lieu en Colombie durant l'été 2011. 
C'est l'équipe hôte du tournoi, la Nouvelle-Zélande, qui remporte la compétition et obtient sa qualification pour le tournoi mondial.

## Équipes participantes
- Nouvelle-Zélande - Organisateur
- Vanuatu
- Nouvelle-Calédonie
- Fidji
- Îles Salomon
- Samoa américaines
- Papouasie-Nouvelle-Guinée

## Résultats

### Premier tour
Les 7 équipes participantes sont réparties en deux poules où chaque équipe rencontre ses adversaires une fois. À l'issue des rencontres, les deux premiers de chaque poule se qualifient pour la pahse finale.

#### Poule A
|   | Équipe                    | Pts | J | G | N | P | BP | BC | Diff |
| - | ------------------------- | --- | - | - | - | - | -- | -- | ---- |
| 1 | Vanuatu                   | 9   | 3 | 3 | 0 | 0 | 14 | 2  | +12  |
| 2 | Fidji                     | 4   | 3 | 1 | 1 | 1 | 5  | 3  | +2   |
| 3 | Papouasie-Nouvelle-Guinée | 4   | 3 | 1 | 1 | 1 | 7  | 6  | +1   |
| 4 | Samoa américaines         | 0   | 3 | 0 | 0 | 3 | 2  | 17 | -15  |

| 21 avril 2011 | Vanuatu                   | 7 | 0 | Samoa américaines         |
|               | Fidji                     | 0 | 0 | Papouasie-Nouvelle-Guinée |
| 23 avril 2011 | Vanuatu                   | 2 | 0 | Fidji                     |
|               | Papouasie-Nouvelle-Guinée | 5 | 1 | Samoa américaines         |
| 25 avril 2011 | Fidji                     | 5 | 1 | Samoa américaines         |
|               | Vanuatu                   | 5 | 2 | Papouasie-Nouvelle-Guinée |

#### Poule B
|   | Équipe             | Pts | J | G | N | P | BP | BC | Diff |
| - | ------------------ | --- | - | - | - | - | -- | -- | ---- |
| 1 | Nouvelle-Zélande   | 6   | 2 | 2 | 0 | 0 | 13 | 0  | +13  |
| 2 | Îles Salomon       | 3   | 2 | 1 | 0 | 1 | 3  | 4  | -1   |
| 3 | Nouvelle-Calédonie | 0   | 2 | 0 | 0 | 2 | 1  | 13 | -12  |

| 21 avril 2011 | Îles Salomon     | 3  | 1 | Nouvelle-Calédonie |
| 23 avril 2011 | Nouvelle-Zélande | 3  | 0 | Îles Salomon       |
| 25 avril 2011 | Nouvelle-Zélande | 10 | 0 | Nouvelle-Calédonie |

### Phase finale

#### Demi-finales
| 27 avril 2011 | Îles Salomon    | 3 - 3 | Vanuatu | Auckland |  |
|               |                 |       |         |          |  |
|               | Tirs au but 3-2 |       |         |          |  |

| 27 avril 2011 | Nouvelle-Zélande | 6 - 0 | Fidji | Auckland |  |
|               |                  |       |       |          |  |

#### Match pour la3eplace
| 29 avril 2011 | Vanuatu | 2 - 0 | Fidji | Auckland |  |
|               |         |       |       |          |  |

#### Finale
| 29 avril 2011 | Nouvelle-Zélande | 3 - 1 | Îles Salomon | Auckland |  |
|               |                  |       |              |          |  |

- La Nouvelle-Zélande se qualifie pour la Coupe du monde des moins de 20 ans.

## Sources et liens externes
- (en) Feuilles de matchs et infos sur RSSSF